# Бельйо (Теруель)
Бельйо (ісп. Bello) — муніципалітет в Іспанії, у складі автономної спільноти Арагон, у провінції Теруель. Населення — 284 особи (2010).
Муніципалітет розташований на відстані близько 190 км на схід від Мадрида, 70 км на північний захід від міста Теруель.

## Демографія
Динаміка населення (INE ):